# 聖衆来迎練供養会式
聖衆来迎練供養会式（しょうじゅ らいごう ねりくようえしき）は、奈良県葛城市の當麻寺で挙行される法会である。奈良の年中行事として、単に「練供養会式」や「練供養」と呼ばれることが多いが、正式には、「聖衆来迎練供養会式」という名称の仏教行事、法会である。
元は中将姫の命日である旧暦3月14日に開催されていたが明治時代に新暦5月14日となり、2019年（平成31年）以降は毎年4月14日に開催されている。1976年（昭和51年）12月25日に「当麻寺二十五菩薩来迎会」として記録作成等の措置を講ずべき無形の民俗文化財に選択された。

## 概要
その起源は、当麻曼荼羅と中将姫伝説に由来する。中将姫が聖衆（二十五菩薩）の来迎を受けて、極楽往生を遂げた様を再現するのが、この法会である。
また、本来は薬師寺式の南北の線を中心とする伽藍配置をとっていた当寺が時代によって性格を変化させた結果、現在の西に山門を配した伽藍配置の中心線に並ぶ、東西の本堂（曼荼羅堂）と娑婆堂を結んだ掛橋（来迎橋）上で行われる法会である。
更に、当寺の中心伽藍を管理する奥院（浄土宗）と中之坊・西南坊（高野山真言宗）という子院によって運営されているというのも、現在の當麻寺の性格を如実に表している。

## 次第
- 4月13日　西の極楽堂（会式中のみ、本堂をこう称する）と東の娑婆堂との間に、参道のホゾに柱が立てられ、来迎橋が架けられる。
- 4月14日　午後2時、真言宗方（中之坊・西南坊）の僧が、極楽堂に入堂し、勤行を開始する。
- 浄土宗方（奥院）の僧が、娑婆堂に参内し、中将姫像前で勤行を始める。
- 僧衆の読経の声が聞こえ始めると、天人2人に先導された二十五菩薩が、極楽堂を出発し、来迎橋上を娑婆堂に向って進む。
- シテ役の観音菩薩は、蓮華座を捧げ持つ。勢至菩薩は合掌し、両菩薩とも、身を左右によじり、蓮華座に姫をすくい上げる様を表しながら進む。
- 普賢菩薩は天蓋を持し、常に身を左右に振りながら、二尊とともに娑婆堂内に入る。娑婆堂内では、姫の像を、観音菩薩の持する蓮華座にお迎えする。
- 帰途は、中将姫を捧持した観音菩薩が先頭を進み、勢至菩薩・普賢菩薩が続く。龍樹菩薩・地蔵菩薩・薬王菩薩・薬上菩薩など、聖衆の諸菩薩が続き、最後に天人が従い、極楽堂に戻る。